# Briana Loves Jenna
Briana Loves Jenna — порнографический фильм, выпущенный в 2001 году с Брианой Бэнкс и Дженной Джеймсон в главных ролях. Режиссёром картины стал Джастин Гардина.

## История
Фильм стал первой картиной порностудии Club Jenna. Релиз фильма стал очень успешным, Briana Loves Jenna выиграл две награды AVN Awards в 2002 году в категориях самый продаваемый фильм года и самый лучший фильм в кинопрокате. Бюджет фильма составил 280 000 долларов, а сборы в первый год составили более 1 млн долларов. Фильм ознаменовал собой возвращение Джеймсон в порноиндустрию после многолетнего перерыва и в рекламе позиционировался как «Дженна. Её первая гетеросексуальная сцена за последние два года».
Этот фильм стал также первым для Джеймсон после её свадьбы с Гардиной, после чего она заявляла, что будет сниматься только в лесбийских сценах. Однако успех фильма был возможен только если бы Дженна снялась в сцене с мужчиной, поэтому она предложила своему мужу сняться с ней, на что тот дал согласие.

## Награды и номинации
| Год  | Награда    | Результат | Категория                       | Номинанты                      |
| ---- | ---------- | --------- | ------------------------------- | ------------------------------ |
| 2003 | AFW Award  | Победа    | Best All-Girl Sex Scene — Video | Бриана Бэнкс и Дженна Джеймсон |
| 2003 | AVN Award  | Номинация | Best All-Girl Sex Scene — Video | Бриана Бэнкс и Дженна Джеймсон |
| 2003 | AVN Award  | Победа    | Top Renting Tape of 2002        | н/д                            |
| 2003 | AVN Award  | Победа    | Top Selling Tape of 2002        | н/д                            |
| 2003 | XRCO Award | Номинация | Best Girl/Girl Sex Scene        | Бриана Бэнкс и Дженна Джеймсон |